# Butheoloides nuer
Espèce
Butheoloides nuer est une espèce de scorpions de la famille des Buthidae.

## Distribution
Cette espèce est endémique de la région Gambela en Éthiopie. Elle se rencontre vers Itang.

## Description
Le mâle holotype mesure 25,40 mm.

## Étymologie
Cette espèce est nommée en l'honneur des Nuers.

## Publication originale
- Kovařík, 2015 : « Scorpions of Ethiopia (Arachnida: Scorpiones). Part I. Genus Butheoloides Hirst, 1925 (Buthidae), with description of a new species. » Euscorpius, no 195, p. 1-10 (texte intégral).